# 回歸之門

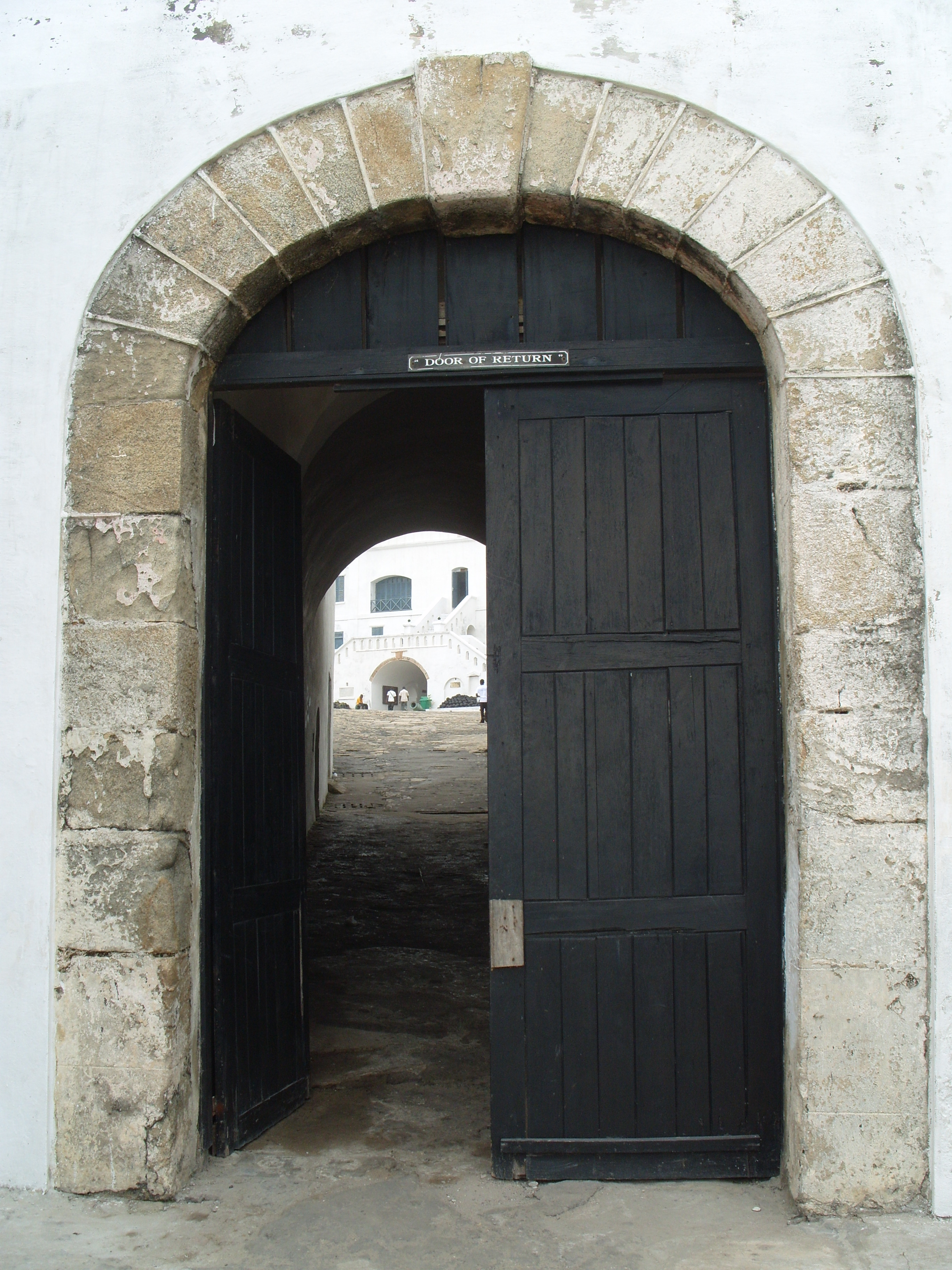
迦納海岸角城堡的回歸之門（曾為不歸之門）

回歸之門為一項泛非倡議，旨在開啟21世紀非洲與其僑民的新合作時代。這項倡議是聯合國非裔國際十年的一部分，最初由牙買加阿坎朋馬隆的財政部長小提莫西·E·麥克弗森擔任主席，並與奈及利亞、迦納和辛巴威合作，預計每年至少邀請五個非洲國家豎立回歸之門紀念碑。

## 目標
回歸之門旨在「成為非洲僑民的全球領先組織者和思想領袖」幫助他們「與祖國非洲建立商業和文化聯繫」，並訂定以下目標：
- 打破並消除情感和心理上的信念和主張
- 非洲世界博覽會與經濟發展
- 旅遊與旅行
- 青年運動與千禧革命
- 促進並重塑非洲
- 全球教會運動
- 新的非洲運動與人道主義議程[2]

## 紀念碑
「回歸之門」紀念碑是「不歸之門」的扭轉，象徵散居國外的非洲人的身體和精神回歸非洲大陸。「不歸之門」指非洲人民從內陸被綁架至美洲的出口。
- 奈及利亞：2017年8月，奈及利亞拉各斯在巴達格里節（英语：Badagry Festival）期間揭幕了象徵性的回歸之門紀念碑，[5][6]揭幕儀式的主持人為奈及利亞總統的外交與僑民事務高級特別助理阿碧克‧達比利（英语：Abike Dabiri）。[7]
- 牙買加：2017年，牙買加阿坎朋（英语：Accompong）的財政部長小提莫西·E·麥克弗森表示，回歸之門將建在聖伊麗莎白的阿坎朋，作為非洲復興的象徵，承認馬隆（英语：Jamaican Maroons）祖先的鬥爭與勝利。[8]
- 迦納：迦納的阿姆斯特丹堡（英语：Fort Amsterdam, Ghana）和豎立了回歸之門紀念碑。[3][9]海岸角城堡的不歸之門亦改為回歸之門。[10]

## 外部連結
- 回歸之門官方網站